# Setsuko Yoshida
Setsuko Yoshida (en japonès 吉田 節子 Yoshida Setsuko; Aichi, 4 de novembre de 1942) va ser una jugadora de voleibol japonesa que va competir durant la dècada de 1960.
El 1968 va prendre part en els Jocs Olímpics de Ciutat de Mèxic, on guanyà la medalla de plata en la competició de voleibol. Anteriorment havia guanyat els Jocs Asiàtics de 1962 i el Campionat del Món de voleibol de 1967.